# Gouw (scouting)
Binnen Scouts en Gidsen Vlaanderen vormt onder het verbond een gouw de eerste grote opsplitsing. Een gouw bestaat over het algemeen uit een 4-5-tal districten. Elke gouw heeft een eigen bestuur bestaande uit een kleine tiental personen. Dit bestuur en alle andere medewerkers zijn de vrijwillige leiding van de lokale groepen.
Een gouw staat in voor de organisatie van een aantal grote activiteiten voor de leden binnen de gouw. Over het algemeen komt dit neer op een driejaarlijkse activiteit per speltak. Ook activiteiten louter voor leiding horen daar bij.

## Bestuur
- De gouwvoorzitter is verantwoordelijk voor de interne werking van de gouw. Hij/Zij staat in voor de leiding op vergaderingen, stemmingen, begeleiding van districtscommissarissen (in samenwerking met de gouwcommissaris) en vertegenwoordiging op de verbondsraad. Eventueel heeft de voorzitter ook adjuncten.
- De gouwcommissaris doet de vertegenwoordiging van de Gouw bij het verbond. In deze hoedanigheid maakt hij deel uit van de pedagogische commissie en de verbondscommissie, of de Nationale Leiding van Scouts en Gidsen Vlaanderen. Hij/Zij wordt bijgestaan door  adjunct-gouwcommissarisen. Deze ondersteunen de gouwcommissaris elk in een deeltaak, zoals bijvoorbeeld vorming, diversiteit, akabe, open kamp, ...
- De gouwbeheerder is verantwoordelijk voor het beheer en de financiën binnen de gouw.
- De gouwalmoezenier is de aalmoezenier van de gouw. Sommige groepen hebben  hun eigen aalmoezenier.
- De gouwsecretaris

## De twaalf gouwen

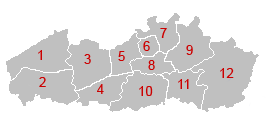
Verdeling van de gouwen over Vlaanderen

1. Gouw Noordzee - W1000P
2. Gouw Zuid-West-Vlaanderen - W2000P
3. Gouw Gent - O1000P
4. Gouw Land van Egmont - O2000P
5. Gouw Waas - O3000P
6. Gouw Antwerpen - A1000P
7. Gouw Heide - A2000P
8. Gouw Opsinjoor - A3000P
9. Gouw Kempen - A4000P
10. Gouw Webra (West-Brabant) - B1000P
11. Gouw Oost-Brabant - B2000P
12. Gouw Limburg - L1000P